# Lacy Duarte
Elvira Lacy Duarte Cardoso (Mataojo, Salto, 15 de septiembre de 1937 - Montevideo, 27 de diciembre de 2015) fue una artista visual uruguaya.

## Biografía
Lacy Duarte nació y se crio en Mataojo, cerca de la frontera con Brasil, en el departamento de Salto, Uruguay, en un entorno rural que marcó su vida y su obra.
En 1952 se trasladó a la Ciudad de Salto y en 1954 ingresó al Taller Figari de la Asociación Horacio Quiroga donde asistió a clases con el pintor húngaro José Cziffery, formado en París en el taller de Henri Matisse.
En 1959 se casó con el pintor Aldo Peralta, con quien tuvo dos hijos, Pablo y Pedro, que también fueron artistas. En 1962 la familia se trasladó a San Carlos, en el departamento de Maldonado, donde dio clases de dibujo en el liceo y aprendió la técnica del tapiz.
En 1975, a causa de la dictadura militar en Uruguay la familia se trasladó a Porto Alegre, Brasil. De regreso en San Carlos, en 1978, creó el taller Duarte Tapices con un grupo de tejedoras.
En 1978 falleció su esposo y poco después se trasladó a Montevideo, donde retomó la pintura. En 1986 fue seleccionada para integrar el envío uruguayo a la Bienal de La Habana. Expuso en Europa y Estados Unidos. 

«Tuve una formación académica y es como que después desaprendí, porque al viajar y ver toda la cultura europea y americana, me di cuenta de que ese mundo era diferente al mío e hice un viaje hacia adentro.»
Lacy Duarte, 2005.

## Trayectoria
A lo largo de su carrera de más de sesenta años, la obra de Lacy Duarte tiene diferentes etapas. En los años cincuenta inició su etapa de taller, con el maestro José Cziffery, con quien aprendió dibujo y pintura. Naturaleza muerta, pintada en 1956 corresponde a esa época.
La etapa de tapicista, comprende entre los años 1967 y 1983, coincide con otras experiencias textiles experimentales como las libélulas, las mantis y objetos que realizaó con materiales menos tradicionales hasta 1987.
Resurge la artista como pintora, tras la muerte de su esposo, en 1981 cuando se trasladó a Montevideo. Sorprendió a quienes solo conocían su faceta como tapicistas cuando en 1986 realizó la primera exposición individual de sus pinturas, en la Galerýa Vazelay.
Este cambio de estilo, de los tapices a la pintura, fue también por razones de subsistencia ya que en los 70 la dictadura la destituyó de su cargo como docente. A nivel artístico, los pases de escultura a lo pictórico en diversos soportes la situó muy cerca de los formatos de instalaciones. De hecho, en 1987 junto con Gustavo Fernández, José M. Pelayo y Pedro Pichín participó en un proyecto colectivo de este tipo, La historia de José Gabriel, en la Galería Ciudadela.
A partir de 1990 trabajó en series que incluyen pinturas y objetos, tallas en madera, objetos de miga de pan, colchas de trapos (traperas), en instalaciones que refieren a su origen, a la condición de las mujeres y los niños y las niñas en el campo, a las faenas rurales (Ceibos y panes, Bretes, Trampas, Venceduras, Traperas). Su proyecto Memoria y ritos en el espacio de la mujer campesina, refiere a su traslado a la ciudad como una pérdida de referencias culturales. Expuso en Museo Juan Manuel Blanes, Museo de Arte Contemporáneo de Río Grande do Sul, Galería Linda Moore en San Diego, Estados Unidos, y participó en las bienales internacionales de París y Cuenca, entre otras muestras en su país y el exterior.
En la edición de 2005, la Bienal de venecia propuso reflexionar sobre «la experiencia del arte». La instalación de Duarte trabajó sobre tres conceptos enraizados en su entorno personal: el abrigo, el alivio y el alimento. El abrigo inicia el recorrido: las escaleras de entrada al pabellón uruguayo aparecen cubiertas por una trapera (frazada de retazos) elaborada por campesinas y con dibujos de la artista, hasta llegar a una cama cubierta por una frazada de papel hecha por ella, ubicada en el centro del recinto.
Desde 2011 pasó a integrar la Comisión Nacional de Artes Visuales del Ministerio de Educación y Cultura.

### Obra
Según Cristina Bausero, la obra de Lacy Duarte está profundamente relacionada con su historia personal, y no se puede desvincular su trabajo de su recorrido vital. Los primeros años en su Mataojo natal, en medio del campo del interior del país, en una familia de origen humilde, marcaron lo que luego se transformó en un lenguaje visual de gran expresividad, realizado en diferentes técnicas y soportes. Este lenguaje conectado con su ser mujer y conectado con esa mujer de campo se expresó muchas veces a manera de denuncia, a través de un compromiso social y político que la acompañó toda su vida.
Según afirmó el artista visual Enrique Aguerre, "la obra de Lacy Duarte es clave para entender el desarrollo de las artes visuales a partir de la segunda mitad del siglo xx en nuestro medio, en especial, a la salida de la dictadura cívico-militar (1973-1985)".
Para la crítica de arte Alicia Haber, con su obra, Lacy Duarte, "supera relatos dominantes, hegemónicos, capitalinos, machistas, y desafía el imaginario uruguayo predominante, creado desde la mirada de una sociedad hiperurbanizada y europeizada que aun cree en el mito de haber logrado la igualdad y la homogeneidad. La pobreza sale a la luz en su obra. Lo hace en la época de las secuelas del profundo trauma de la dictadura, de la crisis económica de larga duración que, con altibajos, vive el país desde la década del 60 y de la grave crisis de los últimos cinco años. Lacy Duarte integra el tema de la memoria, esencial en la vida uruguaya actual posdictadura, ayuda a la construcción de una memoria democrática porque incluye una zona poco explorada de Uruguay; coopera con la elaboración de una historia múltiple. Lacy Duarte deviene una militante de la memoria".
Alicia Haber, crítica de arte, destacó que Duarte consideraba el arte como una vía de transformación decisiva. Así, en su primera fase de trabajo, con fuerte sesgo neoexpresionista, se correspondía con una mujer en la búsqueda de tomar el destino con sus manos, "desafiando a una sociedad machista y conservadora con su grito de guerra hecho de colores y texturas en grandes formatos". Sus obras eran de connotación crítica tanto en términos políticos como sociales, en las que "la opresión y las problemáticas de lo femenino estaban muy presentes, pero siempre de forma sutil y simbólicamente elaboradas".
Entre sus series pictóricas destaca la varias veces premiada Encajonadas (1988), por la que también obtivo el premio de un viaje a Europa en 1990, que le dio la oportunidad de realizar nuevos contactos y ampliar su perspectiva del arte a nivel internacional.
Expuso su obra Rituales, mitos, espejos y mentiras (1990) en el Palacio Municipal de Montevideo, desarrollada a partir de la lectura de la obra de Nietzsche. Se centró en reflexiones sobre la doble vida que construyen las personas como respuesta a las demandas impuestas por la sociedad.
Su primera instalación fue Ceibos y panes (1996), en el Museo de Bellas Artes Juan Manuel Blanes. Dice la investigadora María Amelia Bulhöes que utilizó "cabezas de caballitos de palo dispersas por el piso, en las paredes, muñecas y dibujos, además de animalitos hechos de pan. Esa fue una aventura que exigió desprendimiento de la tradición que dominaba –la pintura y el dibujo– para experimentar el espacio". De toda su obra, las instalaciones fueron los trabajos más comprometidos en la crítica social y política. De todos ellos, el que se consideró más radical fue Manos limpias (2004) expuesto en el Cabildo de Montevideo, donde abordó la violencia en la muerte de los animales, tratada como metáfora reflexiva sobre las violencias en la sociedad.
Un tercer momento en su trayectoria lo marcó con Traperas (2006), que se presentó en la 51 Bienal de Venecia en 2005. La crítica dijo que se trató de una obra que representaba al mismo tiempo documentos de memoria y un monumento a lo esencial. Lacy Duarte "tenía conciencia de lo que estaba haciendo al dar un nuevo sentido al trabajo anónimo de las mujeres del campo que deshacían las prendas viejas para producir sus cobijas. Era un homenaje nutrido de su admiración".

## Premios y reconocimientos
En 2002 el Banco Central del Uruguay le otorgó el Premio Figari en reconocimiento a su trayectoria.
En 2005 representó a Uruguay en la Bienal de Venecia con una instalación que reflejaba «la pobreza pulcra» del medio rural uruguayo.
Con su obra Encajonadas recibió varios premiosː el del Salón 90.o Aniversario del Banco República (1986); Segundo Premio Banco Hipotecario (1988) y Premio Adquisición del Salón Municipal y Premio Pintura NMB Bank, en 1989. 

## Exposiciones
(Selección)
1990 - Rituales, mitos, espejos y mentiras, Centro de Exposiciones del Palacio Municipal, Montevideo.
1994 - Huellas y fracturas / Fingerprints and Fractures, Galería Linda Moore, San Diego, Estados Unidos.
1996 - Ceibos y panes, Museu de Arte Contemporânea do Rio Grande do Sul, Porto Alegre, Brasil. Museo Municipal de Bellas Artes Juan Manuel Blanes, Montevideo.
1997 - Hecha la ley hecha la trampa, Colección Engelman-Ost, Montevideo. 
1998 - Lacy Duarte, Centro Cultural Florencio Sánchez, Montevideo.
2001 - Rastreo de huellas y fracturas, Centro Cultural Dodecá, Montevideo.
2002 - Territorios, Instituto Goethe, Montevideo. 
2004 - Las manos limpias, Cabildo de Montevideo, Montevideo.
2005 - Territorio-Territorios, 51.a Bienal de Venecia, Italia. 
2006 - Regresos y contradicciones, Museo Zorrilla, Montevideo. 
2007 - Galería Hübner, Fráncfort, Alemania.
2011 - Pespuntes, Centro Cultural Dodecá, Montevideo.
2012 - Tiempo + Tiempo, Museo Gurvich, Montevideo. Pensado campo: recurrencias de Lacy Duarte, Museo Figari, Montevideo.
En 2017 se realizó una gran exposición antológica de obra realizada por la artista entre los años 1956 y 2015 simultáneamente en el Museo Nacional de Artes Visuales y el Museo Juan Manuel Blanes de Montevideo.